# Canthidium miscellum
Canthidium miscellum là một loài bọ cánh cứng trong họ Bọ hung (Scarabaeidae).